# Alexandru Podoleanu
Alexandru Podoleanu (n. 30 august 1846, Podoleni, Neamț – d. 1907, București) a fost un compozitor și un profesor român, care s-a remarcat prin crearea în spirit național a unor cântece bisericești. S-a afirmat ca puternică personalitate a muzicii religioase corale, aflându-se printre primii compozitori ai acestui gen de muzică.

## Formarea
A studiat mai întâi la Școala de cântări bisericești aflată la Mănăstirea Neamț și mai apoi la Conservatorul de Muzică, unde a studiat sub oblăduirea profesorului și muzicianului Eduard Wachmann.
S-a aflat la clasa de armonie printre elevii lui Ioan Cartu.
A absolvit și  Facultatea de Litere și Filosofie.

## Cariera
A predat ca profesor de muzică vocală la Liceul „Sfântul Sava” din București și a fost primul organizator și dirijor al corului de la Biserica „Domnița Bălașa” din Capitală.
A experimentat la Seminarul Pedagogic București alături de Constantin Corduneanu,  un sistem de predare numit „scripo-fonic”.
Ideile sale alături de cele ale lui D. G. Chiriac, au stat la baza circularei emise tuturor școlilor românești în 28 martie 1902 de către Spiru Haret, prin care educația muzicală în învățământ a fost așezată pe bazele folclorului românesc și ale valorilor occidentale.

## Opera

### Compozițiile
Printre cântecele cărora el le-a compus muzica, se află colindul „Bună dimineața la Moș Ajun”, „Florile dalbe”, „Hristos a Înviat !”, precum și „Mulți ani trăiască !”.
Bazându-se pe cântarea tradițională a Bisericii Ortodoxe Române Podoleanu i-a aplicat acesteia o armonizare adecvată. Stilul său a avut la origine cântările psaltice acesta prelucrând cântările bisericești în spirit național. O bună parte a melodiilor pe care le-a compus Alexandru Podoleanu – scrise pentru cor mixt sau cor bărbătesc, au intrat în repertoriul tradițional și oficial al Bisericii Ortodoxe Române, precum „Doamne miluiește” (întreit), „Crucii tale”, „Hristos a Înviat !” (în Fa major), cântările de la cununie, „Imnul arhieresc”, catismele de la înmormântare, irmoasele’, „Veșnica pomenire” (în Do minor), chinonicele. Fiind potrivite cu caracterul slujbei din care fac parte, echilibrate și accesibile pentru orice tip de formație corală, unele – precum „Hristos a Înviat !”, s-au răspândit în toate provinciile României.
Printre piesele corale corale bisericești create de Podoleanu, se regăsesc „Răspunsuri mari” (în Mi major și La minor) în care se întâlnesc formule comune „Răspunsurilor” tradiționale (Glasul V) după melodia lui Anton Pann, numeroase axioane și heruvice.
A compus și un concert intitulat „Pe a binelui cărare”.

### Opera didactică
În 1898 printr-o colaborare cu Dumitru Georgescu-Kiriac, a creat un „Proiect de programă pentru studiul cântului în școalele secundare de băieți și fete”. A fost în 1908 autorul cărții de „Muzică corală pentru școlile secundare. Program analitic aplicat la Seminarul pedagogic universitar din București”.

## In memoriam
După numele său și-au căpătat denumirea:
- O stradă,[12] o școala gimnazială[13] și o școală de arte și meserii din Podoleni, județul Neamț.[14]
- Primul disc LP cu colinde românești cântate de Corul Madrigal, a inclus creație de a sa.[15]